# Fysikens historia

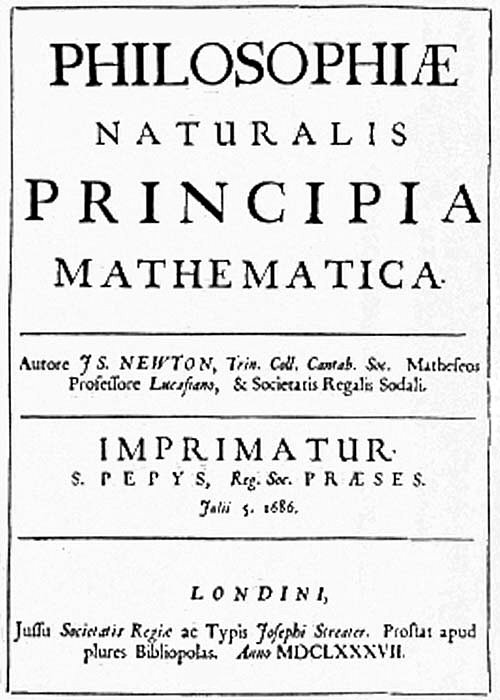
Boken Philosophiae Naturalis Principia Mathematica, en milsten i fysikens historia.

Fysikens historia är vetenskapen om de fysiska vetenskapernas historiska utveckling och påverkan av och på samhället, och är på så sätt en del av idéhistorien och vetenskapshistorien. Fysik är i vissa avseenden den äldsta och mest grundläggande naturvetenskapen. Eftersom fysik i sin mest grundläggande form är förståelsen av omvärlden är fysikens historia förmodligen lika lång som mänsklighetens. Dess upptäckter har tillämpningar inom hela naturvetenskapen, eftersom materia och energi är de grundläggande beståndsdelarna i den naturliga världen. 

## Antiken
Fysiken var länge en del av filosofin och kallades också för naturfilosofi. Platon och Aristoteles ägnade sig åt att försöka förklara världen utifrån sina idéer om hur världen fungerade. Dessa kan nog kallas de första kända fysikerna. Man kan dock spekulera i huruvida dessa filosofiska arbeten kan kallas för fysik, då de sällan eller aldrig genomförde experiment eller mätningar för att verifiera sina idéer (ett viktigt undantag är Arkimedes). Det fanns tvärtemot ett motstånd mot detta. Den kristna kyrkans starka kopplingar till Aristoteles förhindrade stora framsteg inom fysiken och i nästan all naturvetenskap i närmare 2000 år.

## Nya tiden
Först på 1600-talet började de gamla förhållningssätten till naturvetenskapen ifrågasättas, framförallt av Galileo och Kepler. De hävdade att observationer och resultat av experiment måste anses viktigare än teoretiska resonemang. De fick sitt genomslag i vetenskapsakademierna i England, Frankrike och Italien mellan 1650 och 1675. På Royal Societys vapen står det bl.a. Nullius in verba, vilket fritt kan översättas från latin till att "citera en auktoritet saknar värde". Därmed låg också fältet öppet för den fysikvetenskap som vi känner idag, och för övrigt all annan naturvetenskap. Höjdpunkten för detta nya synsätt kom den 5 juli 1687. Då publicerades Philosophiae Naturalis Principia Mathematica. Denna bok skriven av Isaac Newton, är den stora milstolpen för fysik.

## Modern fysik
Under 1800-talet ansåg många att det mesta var upptäckt, men det fanns ett stort frågetecken som behövde rätas ut och det var svartkroppsstrålning, där man stötte på en motsättning – den ultravioletta katastrofen – som ingen hade lyckats förklara. Fysiker som Gustav Kirchhoff, Jožef Stefan, Ludwig Boltzmann, Wilhelm Wien utvecklade fysikaliska beskrivningar kring svartkroppsstrålningen. Max Planck löste problemet år 1900 genom att införa en kvantenhet, Plancks konstant, vilken har blivit central inom kvantmekaniken.
År 1905 publicerade Albert Einstein den speciella relativitetsteorin, som behandlar hur rummet och tiden (rumtiden) beter sig vid höga konstanta hastigheter (icke-accelererande). Formeln E = mc² kommer ifrån den speciella relativitetsteorin. År 1916 publicerade Einstein den allmänna relativitetsteorin, vilken tar hänsyn till acceleration. Rumtidens krökning kommer ifrån den allmänna relativitetsteorin.
Till modern fysik räknas kvantfysik och all fysik som grundar sig på denna. Ibland räknas också relativitetsteori till modern fysik.